# Rudrapur (Nepal)
Rudrapur (nepalski: रूद्रपुर) – gaun wikas samiti w zachodniej części Nepalu w strefie Lumbini w dystrykcie Rupandehi. Według nepalskiego spisu powszechnego z 2001 roku liczył on 3524 gospodarstw domowych i 19093 mieszkańców (9963 kobiet i 9130 mężczyzn).